# 远程高超音速武器
远程高超音速武器（LRHW）是一种遠程地对地高超音速武器，于 2023 年交付给美国陆军使用。美国海军也计划采购该导弹的舰载/潜射型，作为该军种中程常规快速打击（IRCPS）计划的一部分。
远程高超音速武器（LRHW）由一枚大型火箭助推器组合而成，助推器的鼻锥中装有无动力的通用高超音速滑翔体（C-HGB），一旦助推器达到相当的高度和速度，它就会释放 C-HGB，C-HGB 以高超音速滑翔向攻击目标下降。Dynetics 公司负责制造滑翔飞行器，洛克希德·马丁公司负责制造助推器部份及对导弹进行组装和发射设备制造。 
C-HGB分别于2017年10月、2020年3月和2024年6月28日完成了三次成功的测试，该导弹已经于2023年交付给了美国陆军服役，美国海军计划在2025年之前将该武器安装到隐身的朱姆沃爾特級驅逐艦上，还计划2028年在弗吉尼亚级核潜艇上部署该武器的潜射型；原计划也在俄亥俄级核潜艇上部署该导弹的改进型，但资金延误和该型潜艇即将退役导致这些计划被取消。

## 开发与测试

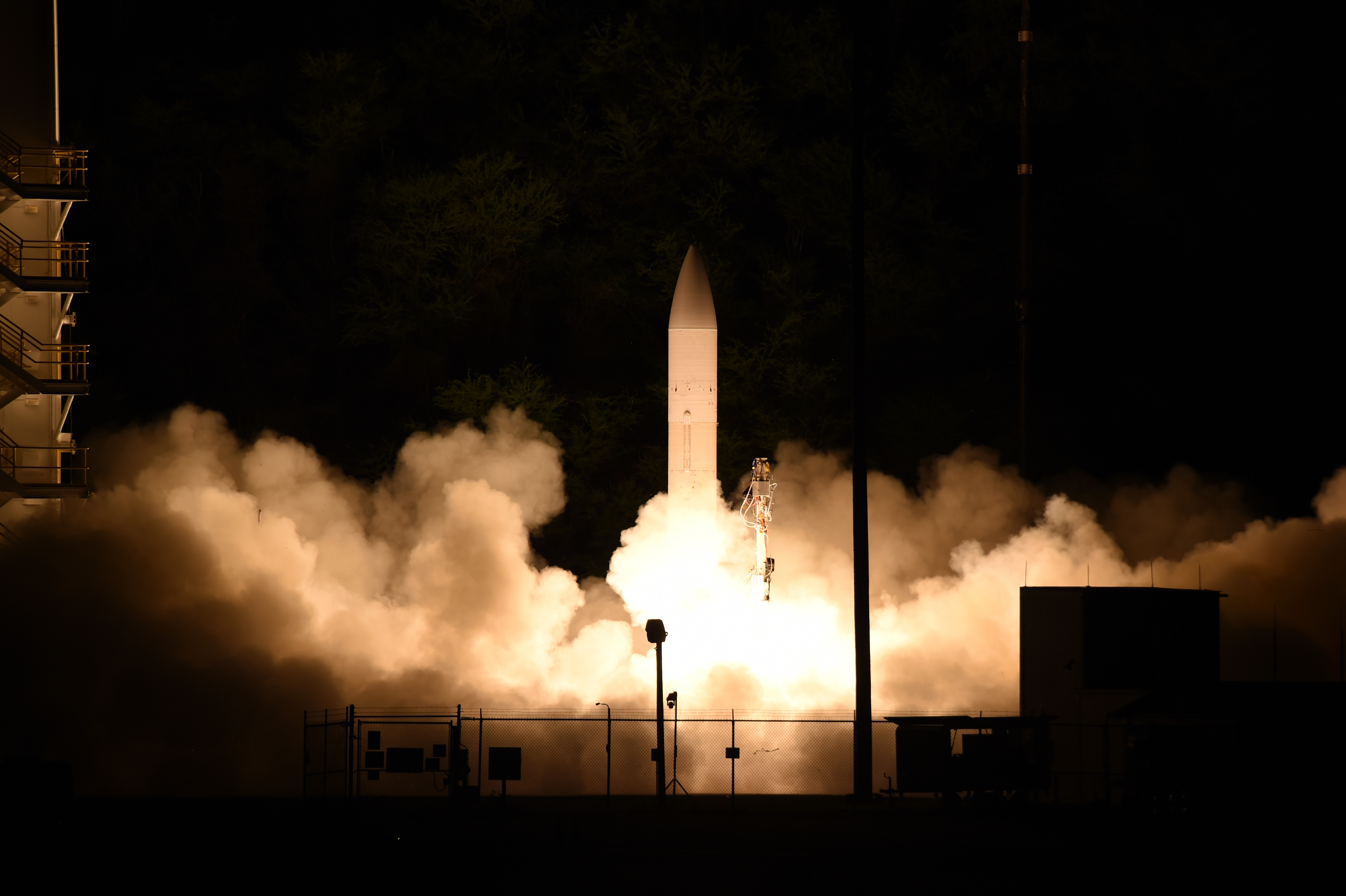
2020 年 3 月 19 日进行 C-HGB 发射测试

### 通用高超音速滑翔体
2018 年，美国海军被指定领导通用超音速滑翔弹体的设计工作，而陆军的快速能力和关键技术办公室也参与提供了相关意见。 该武器的设计工作由 Sandia 负责，而Dynetics则负责构建原型和测试单元。
C-HGB 的设计基于桑迪亚国家实验室为美国陆军开发的替代再入大气层系统，但从技术上讲，它可以追溯到该实验室在 1979 年至 1985 年期间开发的桑迪亚带翼高能再入大气层飞行器实验（SWERVE）原型。 SWERVE 长约 100 英寸（约2.54米），最高速度可达 12 马赫，然后以 8 马赫的速度滑翔一分钟。不同之处在于，SWERVE 上弹头的角度从尖端到后缘没有变化，而 C-HGB 两端有变化。

自 2005 年以来，美国陆军就一直在“先进高超音速武器（AHW）”计划下资助替代再入系统。 当时，美国国防部高级研究计划局（DARPA）正在实施其雄心勃勃的“猎鹰计划”计划，计划中的高超声速试验飞行器（HTV）将比从 "SWERVE "衍生而来的飞行器更快、更灵活、更精确。然而，当DARPA的“猎鹰计划”遇到困难时，陆军的 AHW 计划却进展相对顺利，并在2011年就开始试射。鉴于俄罗斯和中华人民共和国两国的高超音速武器研究进展迅速，国防部将AHW猎鹰计划” 的后备项目转为重中之重。2018年，国防部宣布AHW计划飞行器将作为陆海空三军通用的高超音速滑翔导弹在2020年代初部署。

## 服役
最初，陆军计划在远程高超音速武器 (LRHW) 系统中使用 C-HGB方案，海军计划在潜艇发射的常规快速打击 (CPS) 武器中使用 C-HGB，空军计划在高超音速常规弹头打击系统中使用 C-HGB。

### LRHW

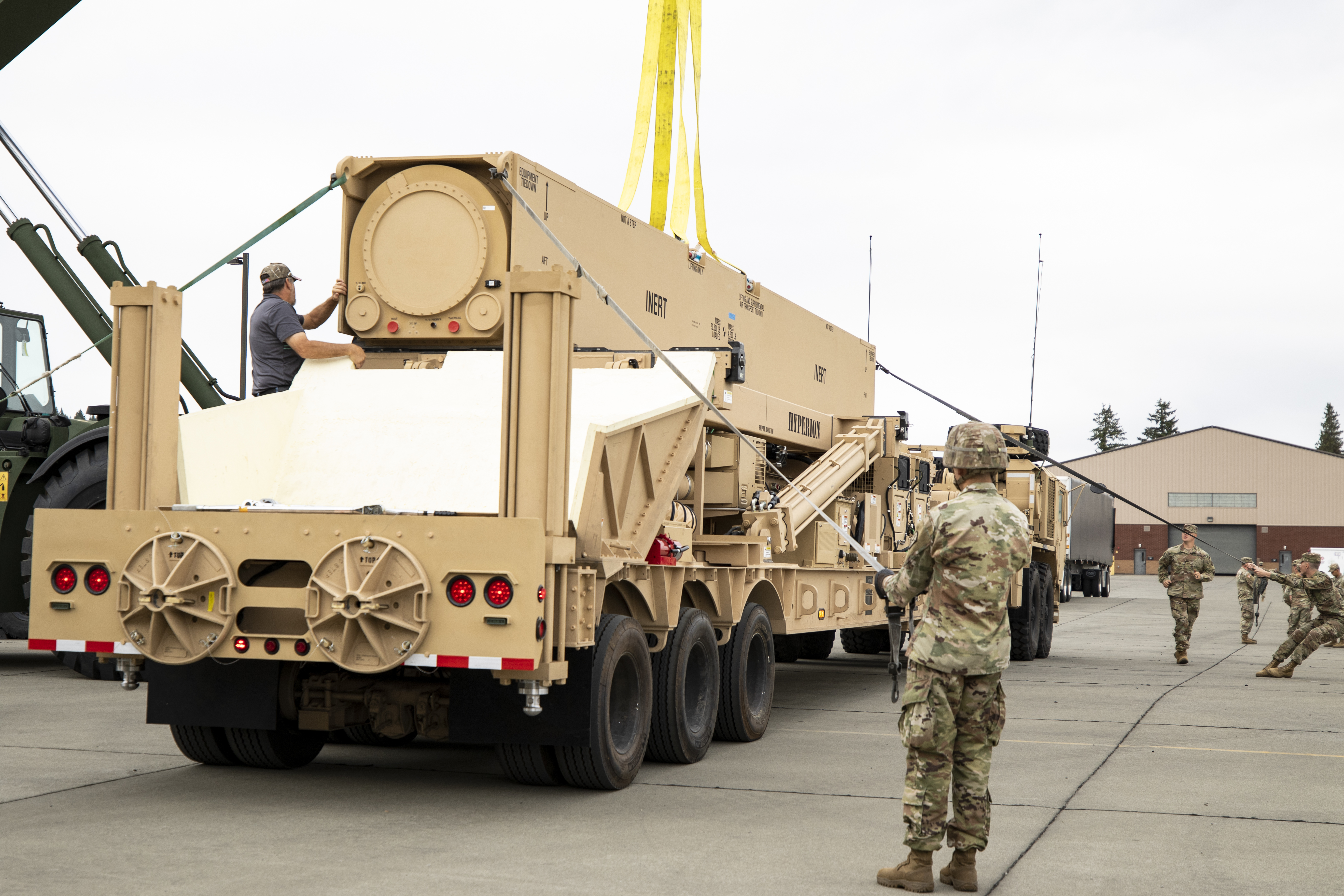
运抵路易斯堡基地的LRHW武器原型。

远程高超音速武器（Long-Range Hypersonic Weapon, LRHW）为陆军提供了一种原型战略打击武器系统，可击败敌方的接近拦截和区域拒止（A2/AD）能力，压制远程火力并打击其他高价值或时间紧迫的目标。。目前，该计划被命名为“暗鹰”。
整个系统由装载C-HGB的地面发射导弹和配套的运输车辆及支援射控装置组成。导弹部分由洛克希德·马丁公司和诺斯罗普·格鲁曼公司开发。该导弹采用海军研发的34.5英寸两节固体火箭推进器，装载C-HGB高超音速滑翔体时，被称为海陆军一体化通用导弹装填组合发射系统(All Up Round plus Canister, AUR+C)。该导弹的射程原本被认为约为2253公里（1400英里），但后来有报道称超过2775公里（1725英里）。
2021年10月，向美国陆军交付了 LRHW 武器原型，2023 年 3 月 31 日宣布进行移动部署训练。2022 年至 2023 年将进行热发射和发射飞行试验，2023 年秋季进行实地部署，2024 年开始批量生产。 该项目计划于 2024 财年开始量产。
2023年9月7日，由于不明原因的飞行前检查失败，LRHW系统的试验发射被取消。 道格拉斯·R·布什透露，发射装置出现了“机械工程问题”，已经制定了新的计划来纠正和测试该问题。2024 年 6 月 28 日，一枚LRHW试射获得全弹试验成功。
2023年2月4日，《日本产经新闻》报道称，美国政府就部署 LRHW 和 MRC “大虹”中程导弹一事与日本进行了接触。 在安倍晋三政府末期的三、四年前，自卫队和美国军方在行政级别的会谈中就在日本部署这些导弹一事与美方进行了接触，虽然在今年 1 月的日美首脑会谈和外长与防长的安保磋商委员会（2 加 2）上未将其列入议程，但预计日本将接受美国部署中程导弹。 日方打算在今后朝着接受美国部署中程导弹的方向认真展开会谈。 与此同时，2023 年 1 月 23 日的《读卖新闻》报道称，美国政府已决定不向驻日美军部署 LRHW。 报道称，日本引进反击能力加强了对中国中程导弹的威慑能力，而且由于难以获得包括基地附近在内的日本公众的理解，因此认为没有必要。
2024年12月，美國陸軍成功試射遠程高超音速武器。